# Вишина-Фалковська
Вишина-Фалковська (пол. Wyszyna Fałkowska) — село в Польщі, у гміні Руда-Маленецька Конецького повіту Свентокшиського воєводства.
Населення — 167 осіб (2011).
У 1975-1998 роках село належало до Келецького воєводства.

## Демографія
Демографічна структура на день 31 березня 2011 року:
|          | Загалом | Допрацездатний вік | Працездатний вік | Постпрацездатний вік |
| -------- | ------- | ------------------ | ---------------- | -------------------- |
| Чоловіки | 82      | 18                 | 54               | 10                   |
| Жінки    | 85      | 19                 | 39               | 27                   |
| Разом    | 167     | 37                 | 93               | 37                   |